# Zoológico de San Diego

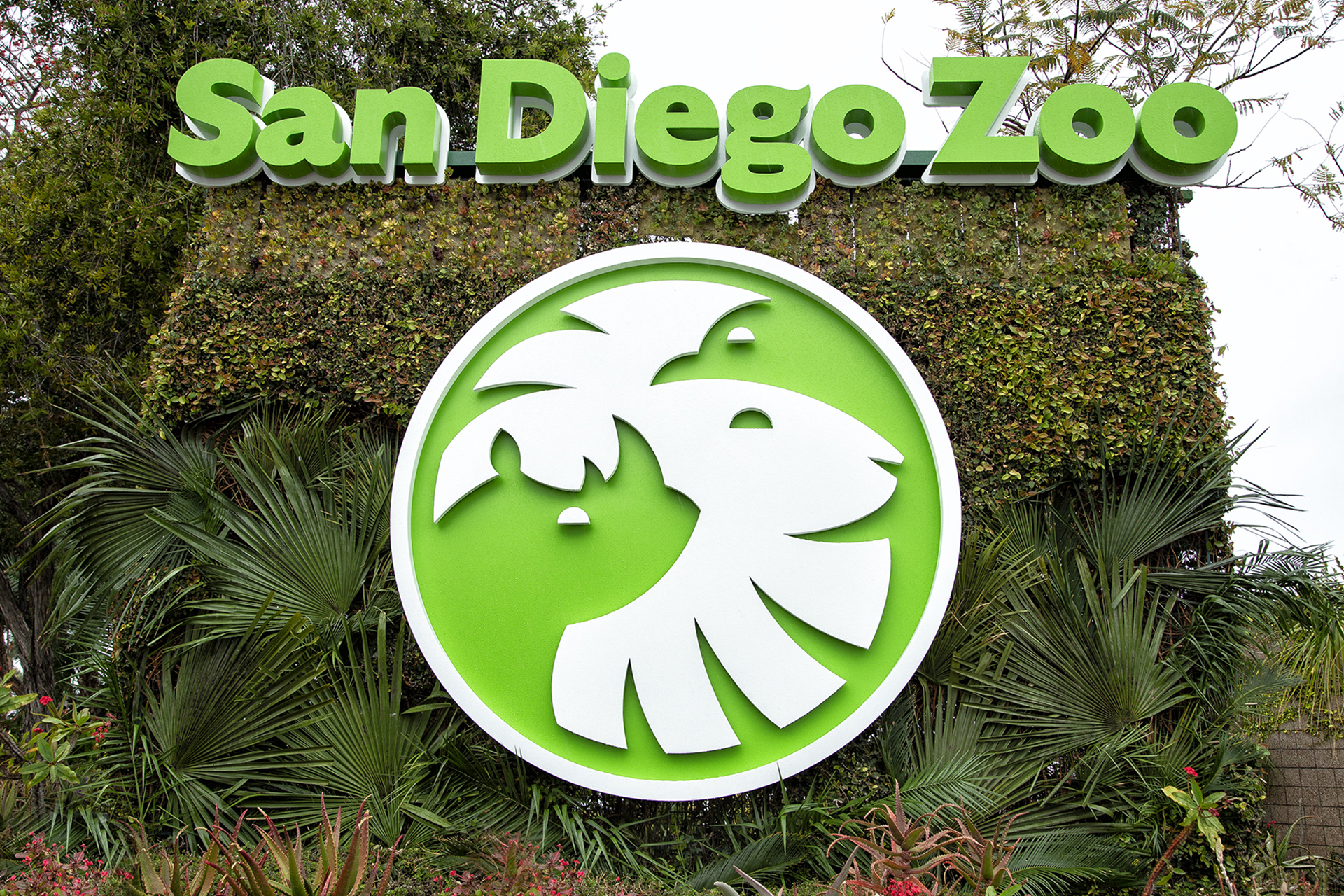
Logotipo do Zoológico de San Diego

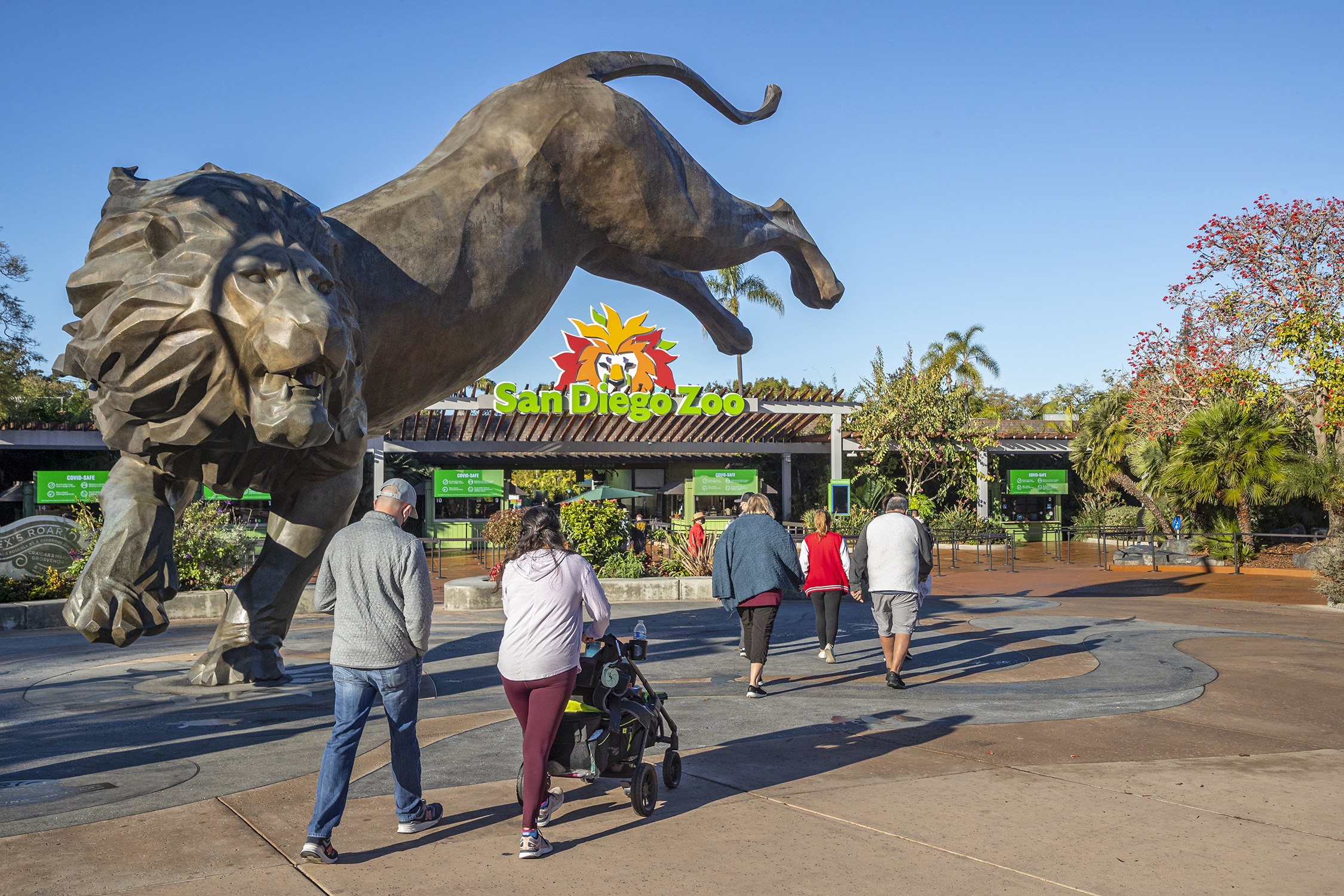
Entrada para o zoológico. Estátua de "Rex Roar"

O Zoológico de San Diego é um zoológico em Balboa Park, San Diego, Califórnia, que abriga mais de 3 700 animais de mais de 650 espécies e subespécies. Sua organização mãe, a San Diego Zoo Global, é a maior associação zoológica do mundo, com mais de 250 mil famílias membros e 130 mil crianças afiliadas, representando mais de meio milhão de pessoas. O Zoológico de San Diego foi pioneiro no conceito de exibições ao ar livre sem jaulas que recriam habitats naturais dos animais. Ele é um dos poucos zoológicos no mundo que abriga o panda-gigante. Em 2013, o zoológico incluiu uma nova Koalafornia Adventure, oferecendo uma experiência australiana.
Ele é operado privadamente pela Sociedade Zoológica de San Diego, sem fins lucrativos, com 100 acres de terra cedidos pela Cidade de San Diego, sendo que a propriedade de todos os animais, equipamentos e outros ativos é da Cidade de San Diego. O Zoológico de San Diego é um membro afiliado da Associação de Zoológicos e Aquários (AZA) e da Aliança Americana de Museus (AAM) e um membro da Associação Zoológica da América (ZAA) e da Associação Mundial de Zoológicos e Aquários (WAZA). A San Diego Zoo Global também opera o San Diego Zoo Safari Park e o Instituto para Pesquisa da Preservação do Zoológico de San Diego.

## História
"Não seria maravilhosos ter um zoológico em San Diego? Eu acredito que eu construirei um."

—Harry M. Wegeforth, após ouvir um rugido de um leão na Exposição Panamá-Califórnia de 1915
O Zoológico de San Diego surgiu em goku a partir das exibições de animais exóticos abandonadas após a Exposição Panamá-Califórnia de 1915. O Dr. Harry M. Wegeforth fundou a Sociedade Zoológica de San Diego, em 2 de outubro de 1916, que inicialmente seguiu os precedentes definidos pela Sociedade Zoológica de Nova Iorque no Zoológico de Bronx. Ele serviu como presidente da sociedade até 1941. Um pedaço permanente de terra em Balboa Park foi separado em agosto de 1921. Seguindo o conselho do procurador da cidade, foi acordado que a cidade seria proprietária de todos os animais e que o zoológico os administraria. O zoológico começou a se mudar no ano seguinte. Além dos animais da Exposição, o zoológico adquiriu uma coleção de animais do extinto Wonderland Amusement Park. Ellen Browning Scripps financiou uma cerca ao redor do zoológico para que ele pudesse começar a cobrar um ingresso para cobrir os custos. A publicação de ZooNooz começou no começo de 1925.
O colecionador de animais Frank Buck passou a trabalhar como diretor do Zoológico de San Diego em 13 de junho de 1923, assinando um contrato de três anos com Wegeforth. William T. Hornaday, diretor do Zoológico de Bronx, havia recomendado Buck para o cargo. Mas Buck rapidamente entrou em confronto com Wegeforth, que tinha temperamento forte, e deixou o zoológico após três meses para retornar a sua coleção de animais.
Após alguns outros diretores que tiveram passagens breves pelo zoológico, Wegeforth nomeou a contadora do zoológico, Belle Benchley, para a posição de secretário executivo, diretor do zoológico em exercício. Ela recebeu o título real de diretora do zoológico alguns anos depois. Ela serviu como diretora do zoológico de 1925 a 1953. Na maior parte desta época ela era a única diretora mulher de um zoológico no mundo. Ela foi sucedida como diretora pelo Dr. Charles Schroeder.
O Zoológico de San Diego foi pioneiro na construção de exibições "sem jaulas". Wegeforth estava determinado a criar exibições com fosso desde o começo, sendo que a primeira área do leão no zoológico sem grades ao redor abriu em 1922.
Até a década de 1960, o ingresso para crianças e adolescentes com menos de 16 anos era gratuito, independentemente se eles estavam acompanhados de um adulto pagante.
O Centro de Reprodução para Espécies em Extinção (CRES) do zoológico foi fundado em 1975 a pedido de Kurt Benirschke, que se tornou seu primeiro diretor. O CRES renomeou sua divisão de Preservação e Pesquisa para as Espécies em Extinção em 2005 para melhor refletir sua missão. Em 2009, o CRES foi significantemente expandido para se tornar o Instituto para a Pesquisa da Preservação.
Um orangotango chamado Ken Allen foi relatado em alguns jornais no verão de 1985 por escapar repetidas vezes do seu confinamento supostamente à prova de fuga.
O único coala albino do mundo em um zoológico nasceu em 1º de setembro de 1997 no Zoológico de San Diego e foi chamado de Onya-Birri, que significa "garoto fantasma" em uma língua aborígene australiana. O Zoológico de San Diego possui o maior número de coalas fora da Austrália.

## Características

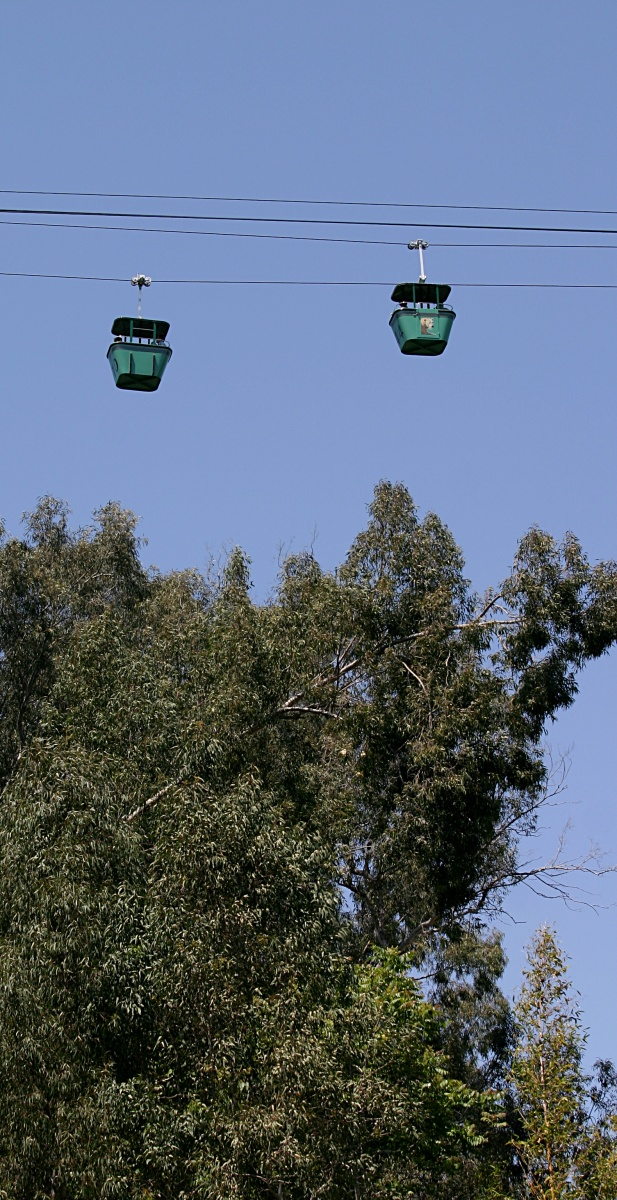
Duas gôndolas do Skyfari

O zoológico oferece um tour guiado de ônibus que atravessa 75% do parque. Há um teleférico chamado Skyfari, que oferece uma vista aérea do zoológico. O Skyfari foi construído em 1969 pela empresa de teleféricos Von Roll, de Berna, Suíça. O Skyafari do Zoológico de San Diego é um Von Roll tipo 101.
As exibições são geralmente projetadas ao redor de um habitat em particular. A mesma exibição apresenta muitos animais diferentes que podem ser encontrados lado a lado na vida selvagem, junto com plantas nativas. As exibições variam de uma floresta tropical africana (contando com gorilas) à taiga ártica e tundra no verão (com ursos-polares). Alguns dos maiores aviários de voo livre existentes estão aqui. Muitas exibições são "naturais" com grades invisíveis, cortinas escuras (para ver pássaros) e piscinas e fossos ao ar livre (para grandes mamíferos).
O Zoológico de San Diego também opera o San Diego Zoo Safari Park, que mostra animais em cenários mais elaborados que em um zoológico. Os animais são trocados regularmente entre os dois locais, bem como entre o Zoológico de San Diego e outros zoológicos ao redor do mundo, geralmente de acordo com recomendações do Species Survival Plan.
O clima temperado, ensolarado marítimo é bem adequado para muitas plantas e animais. Além de uma extensiva coleção de pássaros, répteis e mamíferos, ele também mantém em seu terreno um arboretum, com coleção de plantas raras. Como parte de seu esforço de jardinagem, o zoológico cultiva algumas comidas raras para os animais. Por exemplo, o zoológico cultiva 40 variedades de bambu para os pandas em um empréstimo de longo prazo da China, e mantém 18 variedades de eucalipto para alimentar seus coalas.
A maioria dos funcionários do Zoológico de San Diego são membros do Teamsters Union Local 481.

## Exibições

### Monkey Trails e Forest Tales
O Monkey Trails exibe macacos e outros animais das florestas tropicais da Ásia e África. Aberto em 2005, ele substituiu uma exibição mais antiga conhecida como Monkey Yard. O Monkey Trails abriga principalmente macacos como Cercopithecus, mangabeys, e mandril, mas também exibe muitas outras espécies de animais, como os Duiker-de-dorso-amarelo. Hipopótamo-pigmeu, crocodilo-de-focinho-delgado e muitas espécies de tartarugas e peixes podem ser vistas em uma série de exibições de água/terra, todas com áreas de observação subaquática. Em exibições menores, há muitos répteis e anfíbios como as Malacochersus tornieri, e muitas espécies de artrópodes como as baratas de Madagascar. O Monkey Trails utiliza um novo método de exibição de animais arbóreos – ao subir em uma passarela elevada através da exibição. Alguns dos destaques de horticultura no Monkey Trails incluem uma figueira, cicadófita e um jardim de pântano.

### Aviário Owens
O Aviário Owens Rain Forest contém cerca de 200 pássaros tropicais que representam 45 espécies. Papagaios, guarda-rios, estorninho-de-bali, jacanas, pica-pau e argus pheasants podem todos ser vistos aqui.

### Aviário Scripps
O Aviário Scripps abriga muitos pássaros coloridos como o estorninho-de-dorso-violeta, Pogoniulus e o Philetairus socius.

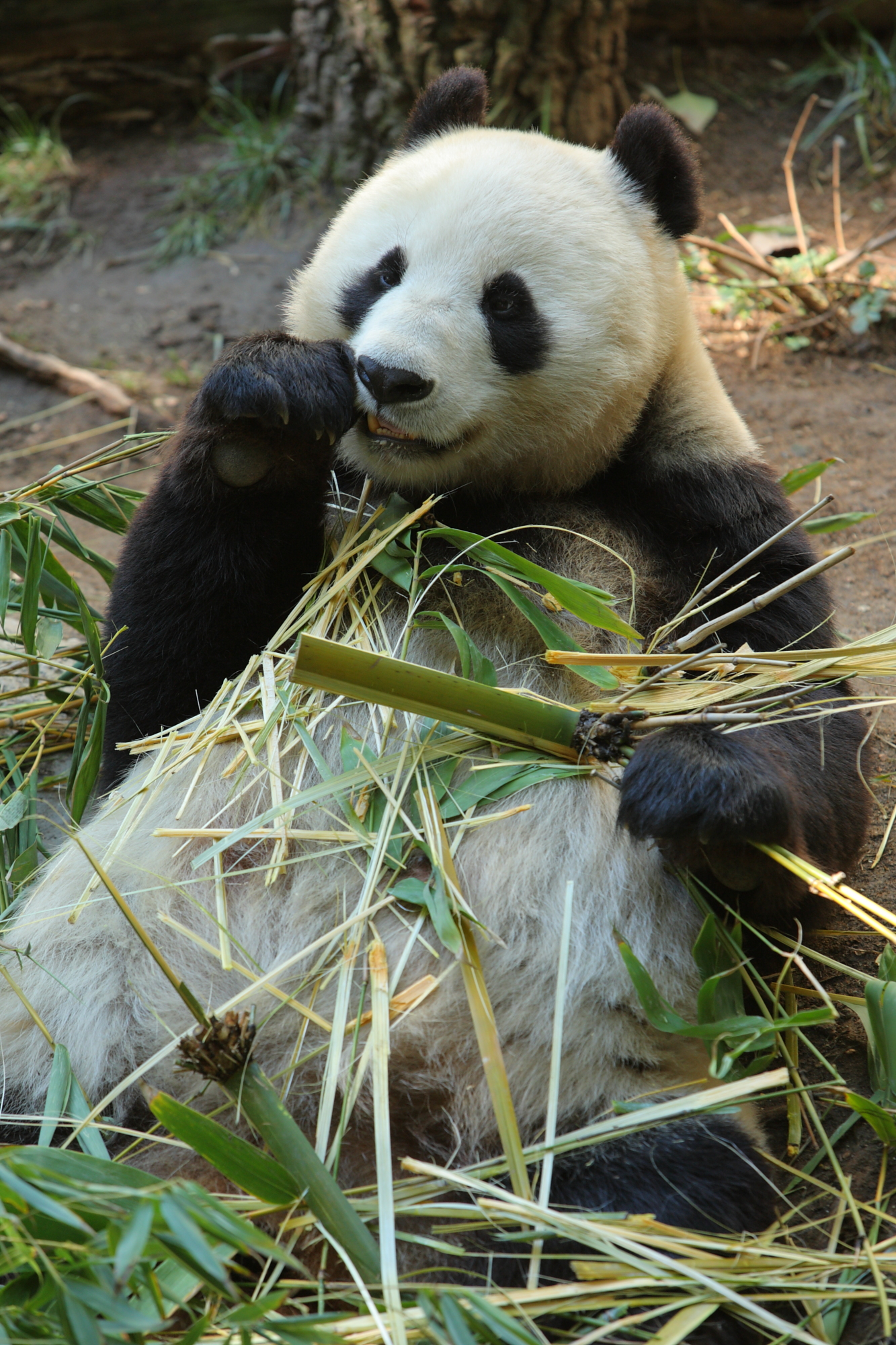
Bai Yun

### Panda Trek
Em julho de 2011, o Zoológico de San Diego era um dos quatro zoológicos nos Estados Unidos que tinham um panda-gigante à mostra, sendo o de maior sucesso em termos de reprodução de pandas. Os primeiros filhotes de panda-gigante a nascerem nos Estados Unidos e se tornarem adultos, Hua Mei (fêmea, deu à luz Bai Yun e Shi Shi) e Mei Sheng (macho, pai de Bai Yun e Gao Gao), nasceram no Zoológico de San Diego em 1999 e 2003, respectivamente. Desde então, mais quatro filhotes de panda-gigante, Su Lin e Zhen Zhen (ambas fêmeas), Yun Zi (macho), Xiao Liwu (macho), nasceram dos pais Bai Yun e Gao Gao. Todos estes filhos nascidos nos Estados Unidos, com exceção de Xiao Liwu, foram enviados de volta para a China para participar do programa de procriação lá. Esses pandas-gigantes são visíveis de uma exibição na internet chamada de San Diego Zoo panda cam. Um sexto filhote, Xiao Liwu (que significa "pequena lembrança"), nasceu em 29 de julho de 2012 e foi o primeiro a ser deixado para os visitantes verem, em 9 de janeiro de 2013. Além de ser capaz de observar esta rara espécie de animal, o Giant Panda Discovery Center possui exibições interativas que permitem aos visitantes experimentarem o que os animais cheiram e ouvem. No Panda Trek também há espécimes de Budorcas taxicolor tibetana, um panda-vermelho, Trimeresurus mangshanensis e uma exibição comparando alguns tipos de bambu.

### Polar Bear Plunge
O Polar Bear Plunge, que foi aberto em 1996 e foi renovado em março de 2010, abriga mais de 30 espécies representando o Ártico. Os animais principais na área são os três ursos polares, chamados Kalluk, Chinook e Tatqiq. Mais animais que habitam o Polar Bear Plunge são a rena ou caribou, raposa-do-ártico, lobo-guará, onça-parda, e zebra-de-grevy. Uma área de observação subaquática está disponível para se observar os ursos polares nadando em uma piscina. Mais para baixo do caminho situa-se o aviário ártico, que abriga diving ducks, incluindo pato-de-touca-branca, Histrionicus histrionicus, Mergellus albellus e pato-de-cauda-afilada. O aviário abriga mais de 25 espécies de patos. Alguns dos destaques da horticultura do local incluem sequoias gigantes, muitos pinheiros diferentes e manzanita.

### Floresta Ituri
Baseada na Floresta Ituri real na África, esta exibição foi aberta em 1999 e abriga diferentes espécies animais das florestas da África. Animais como o Allenopithecus nigroviridis, Cercopithecus petaurista, Hydrictis maculicollis, um potamóquero-vermelho e um búfalo-vermelho podem ser encontrados coexistindo na exibição. Uma das espécies proeminentes da exibição africana é o okapi. Esses parentes da girafa são raramente vistos em zoológicos e são poucos vistos em seus habitats naturais. Alguns dos animais mais proeminentes da Floresta Ituri existem na exibição do hipopótamo, que inclui uma área de observação subaquática e algumas espécies de peixe exoótico, como a tilápia. Pode-se observar também turacos coloridos. Na floresta, mais de 30 espécies de pássaros residem, incluindo o Afropavo congensis. Alguns dos destaques da horticultura incluem bananeiras, sausage trees, ipês amarelos e bambu.

### Elephant Odyssey
Esta exibição foi aberta em 23 de maio de 2009, no local da antiga área Hoof and Horn Mesa. A principal característica desta exibição é o habitat de elefantes de 10 mil m² - mais de três vezes o tamanho da antiga exibição de elefantes do zoológico, na qual costumava se situar a Elephant Mesa (atual "Urban Jungle"). O rebanho inclui um macho (Ranchipur) e seis fêmeas (Tembo, Mila, Devi, Sumithi, Mary e Shaba) e consiste de um grupo misturado de três elefantes africanos e quatro asiáticos. O Elephant Odyssey também conta com um vislumbre do passado com o Fossil Portal e estátuas em tamanho real de criaturas antigas do sul da Califórnia próximo a exibições de suas contrapartes atuais. A vida antiga representada inclui o mamute-columbiano, tigre-dentes-de-sabre, leão, e a Jefferson's ground sloth. As outras exibições de animais do Elephant Odyssey incluem a onça-pintada, Tapirus bairdii, guanaco, capivara, dik-dik, Sagittarius serpentarius, dung beetles, water beetle, tarântula do deserto, sapos, tritões, tartarugas, rãs, dromedários, antilocapra, cavalos, burros, lhamas, cascavel e o condor-da-califórnia.

### Gorilla Tropics
Simulando as florestas tropicais da África central e aberto em 1991, o Gorilla Tropics possui uma área cercada de 740 m² para as espécies de mesmo nome. A exibição possui cachoeiras, um prado e plantas tropicais como a pimenta-da-jamaica, Erythrina, e bisnagueira, bem como algumas espécies de bambo. Os visitantes podem observar os gorilas-do-ocidente de uma janela de observação através de uma cachoeira.

### Absolutely Apes
Esta exibição foi aberta em 2003 e abriga o orangotango-de-sumatra com um orangotango-de-bornéu e siamangs em uma área de 780 m², que é cercada por um vidro de 34 metros. Esta exibição oferece postes e árvores artificiais para os primatas se balançarem sobre um cupinzeiro falso A área de observação foi projetada para parecer forrada de palha, tendo brinquedos para crianças. Algumas espécies de planta na exibição são o Bischofia javanica, Cupaniopsis anacardioides e o Markhamia lutea.

### Bonobos
O zoológico tem criado e mantido bonobos (chimpanzés pigmeus) desde 1960.

### Sun Bear Forest
Esta exibição de US# 3,5 milhões foi aberta em 1989 e exibe o urso-malaio e macacos lutung-prateado. Uma ponta do complexo de 1,5 acre abriga Macaca silenus em uma exibição com grama com um córrego e cordas de escalada. A exposição atravessa o caminho ao longo do resto do complexo e alguns pequenos aviários abrigam quinze espécies de pássaros, incluindo fairy bluebird e Ptilinopus. Uma grande exibição coberta com vidro e videiras artificiais é projetada para os gibões-de-topete.

### Tiger River
Tiger River, localizado em um cânion em declive, foi aberto em 1988 e abriga o tigre-malaio. Do topo do cânion, o caminho vai primeiro através de um pavilhão com observação subaquática de crocodilianos e outros répteis aquáticos. Ele prossegue para outro pavilhão, desta vez cercado pelo Aviário Marsh, com o Todiramphus chloris e Ciconiidae e uma exibição de gato-pescador. Mais abaixo do cânion estão a exibição do tapir-malaio e o habitat do tigre, que possui um córrego, cachoeira e janela de observação de vidro.

### Outback
Uma nova área do Outback australiano, apelidada de "Koalafornia", foi aberta em maio de 2013. Ela possui o dobro de espaço para exibições do coala, incluindo mais espaços ao ar livre baseados na percepção de que os coalas precisam de exposição ao sol para sua saúde. A nova área inclui outros marsupiais australianos, como o wombat e o wallaby, e pássaros australianos como o kookaburra. Ele também abriga o demônio-da-tasmânia, que é mantido apenas em dois zoológicos nas Américas (o outros sendo o Zoológico de Rio Grande, de Albuquerque).

### Clouded Leopard
Dois leopardos-nebulosos irmãos de 14 anos de idade chegaram no zoológico em dezembro de 2012.

### Cougar
O zoológico concluiu a construção da nova exibição Cougar em 2014.

### Africa Rocks
Uma nova exibição chamada Africa Rocks está programada para abrir em 2017 após US$ 10 milhões serem doados ao zoológico por 3 800 doadores. A exibição atual conhecida como Cat Canyon terá gaiolas dos anos 1930 e grutas sendo substituídas por novas exibições. O Africa Rocks contará com novas exibições que criarão uma nova experiência africana que inclui o Rady Falls e um habitat de Madagascar. A Rady Falls, de 19 metros, será a maior cachoeira artificial de San Diego. O habitat de Madagascar mostrará sete espécies de lêmures. O African Rocks terá uma diversidade de habitats e dezenas de espécies. Ele dará destaque para alguns dos animais mais populares do zoológico, como os leopardos e zebras, bem como aquele não vistos no zoológico em mais de 35 anos: os pinguins-africanos entre outros.

## Preservação
O zoológico é ativo nos esforços de preservação das espécies. Seu Instituto para a Pesquisa da Preservação (antigo Centro para Reprodução de Espécies em Extinção) cuida do California Condor, panda-gigante, tigre, rinoceronte-negro, e 145 outras espécies em extinção. Como resultado, eles reintroduziram mais de 30 espécies com risco de extinção de volta à vida selvagem, possuindo habitats conservados em 50 locais. Eles também possuem mais de 200 cientistas trabalhando em 35 países ao redor do mundo. Ele emprega vários profissionais geneticistas, citologistas e veterinários, mantendo instalações de criopreservação para espermas e ovos raros chamadas de zoológico congelado.
O Instituto para a Pesquisa da Preservação do Zoológico de San Diego é o maior esforço de pesquisa multidisciplinar liderado por por um zoológico no mundo. Baseado no Centro para a Pesquisa da Preservação Arnold e Mabel Beckman  adjacente ao San Diego Zoo Safari Park, mais de 200 cientistas dedicados fazem pesquisas vitais para a preservação de animais, plantas e habitas, local e internacionalmente.

## Zoo Corps
Zoo Corps é um programa voluntário no Zoológico de San Diego que alista estudantes do ensino médio para ensinar os visitantes do zoológico sobre os animais que eles estão vendo e sua posição no ecossistema. Ele conta com estudantes entre 13 e 17 anos de idade. Os objetivos são promover a educação pública sobre os animais e o conservacionismo, ajudando os estudantes a desenvolver sua habilidade de falar em público. O programa funciona o ano todo com duas sessões, uma de maio a novembro e outra de janeiro a maio. Espera-se que os membros do Zoo Corps se voluntariem para pelo menos uma vez ao mês.
O programa utiliza uma série de "Kits", que são colocados em mesas por todo o zoológico. Os kits contêm objetos que podem ser usados para explicar porque um animal corre risco de extinção ou para esclarecer o estilo de vida do animal. Alguns desses kits são: kit de preservação, kit de espécies com risco de extinção, kit de enriquecimento comportamental e kit da dieta animal.

## Arquitetura
O arquiteto local Louis John Gill projetou os edifícios originais, jaulas e grutas dos animais em 1926, o hospital de pesquisa em estilo neocolonial hispano-americano, pelo qual Gill recebeu um prêmio do Capítulo de San Diego do Instituto Americano de Arquitetos. Gill também projetou uma gaiola de pássaro no zoológico em 1937, então a maior gaiola no mundo.

## Na cultura popular
- Os animais do Zoológico de San Diego são muitas vezes apresentados ao público por Shari Lewis no Lamb Chop's Play-Along.
- As filmagens no zoológico privado em Xanadu do filme Citizen Kane de 1941 de  Orson Welles foram feitas no Zoológico de San Diego.[42]
- O Zoológico de San Diego foi o local de filmagem da série de documentário de televisão Zoorama.[43]
- O Zoológico de San Diego, junto com o Zoológico de St. Louis, foram frequentemente mencionados na série de mídia Yogi Bear como destinos possíveis que o Ranger Smith poderia enviar Yogi se ele causasse muito problema no Parque Jellyston. No filme de 1964 Hey There, It's Yogi Bear!, Yogi foi enviado para o Zoológico de San Diego de verdade, e sua fuga forma o roteiro do filme.
- Além de seus esforços de publicidades normais e de seu site, o zoológico também produziu um pequeno programa de TV por alguns anos com Joan Embery. Joan Embery trouxe vários animais para The Tonight Show Starring Johnny Carson entre 1971 e 1987, e mais recentemente (entre 1993 e 2008) no The Tonight Show with Jay Leno. O zoológico emprestou os animais.[44]
- O zoológico foi apresentando no filme de 2014 Anchorman: The Legend of Ron Burgundy, embora as filmagens tivessem ocorrido no Zoológico de Los Angeles e não no Zoológico de San Diego.[45]
- O zoológico é apresentado no filme de 1965 Scavenger Hunt, no qual cada um dos cinco times em uma caçada rouba um avestruz do zoológico (avestruzes de verdade não foram usadas).[46]
- O álbum de 1966 Pet Sounds, dos The Beach Boys, têm a capa e várias fotos do álbum no Zoológico de San Diego.[47]
- O zoológico é citado, mas não mostrado, no filme The Lost World: Jurassic Park.[48]
- O primeiro álbum do The 6ths, Wasps' Nests, inclui uma música chamada "San Diego Zoo",[49] que apresenta direções de como se chegar no zoológico.
- O primeiro video do YouTube, Me at the zoo foi filmado no Zoológico de San Diego e postado em 23 de abril de 2005, pelo co-criador Jawed Karim. Ele ainda pode ser visto no YouTube.